# Kongeå
El Kongeå (en alemán: Königs Au) es un curso de agua del sur de Jutlandia, en Jutlandia, Dinamarca. Nace al sureste de Vejen y Vamdrup y, tras recorrer unos 50 kilómetros, fluye a través de una esclusa hacia marismas y bancos de arena al norte de Ribe, para desembocar finalmente en el mar del Norte. El tramo oriental es poco más que un arroyo, mientras que el occidental es navegable en barco hasta la esclusa. Sin embargo, el Kongeå no pasa por ningún puerto o ciudad comercial de importancia.
Históricamente, el curso de agua ha sido la frontera administrativa entre las regiones del norte y del sur. En la Edad Media se llamaba Skodborg Å por el castillo real Skodborghus, donde un camino cruzaba el curso de agua al sur de Vejen.  Durante siglos, una frontera aduanera cerca de Kongeå separó el Reino de Dinamarca del ducado de Schleswig . De 1864 a 1920, excepto en el extremo occidental, el Kongeåen marcó la frontera entre Dinamarca y Alemania . 
El Kongeå se menciona (como "río Skotborg") en Heimskringla en una descripción de la batalla de 1043 en la que el rey Magnus I de Noruega y Dinamarca derrotó en Lyrskov Hede (Hlyrskog Heath) a un gran ejército de eslavos que habían invadido el sur de Dinamarca desde la actual región de Mecklemburgo en represalia por un ataque vikingo a Jomsborg, que en aquella época era la principal ciudad del reino eslavo en la isla de Wolin.
En los alrededores del río se conservan varios túmulos funerarios que han sido objeto de estudios arqueológicos, entre ellos Skelhøj. 